# 아르타샤스트라
아르타샤스트라(산스크리트어: अर्थशास्त्र)는 공공 행정과 경제 정책, 군사 전략에 관한 보고서이다. 카우틸랴(Kautilya)에 의해 쓰여졌다. 그들은 전통적으로 탁실라 대학의 교수였고 후에 마우리아 제국의 황제가 된 찬드라굽타(c. 350–-283 BCE)의 스승으로 확인된다. 

## 아르타샤스트라의 책
아르타샤스트라는 15권의 책으로 나뉜다.
- I 규율
- II 정부 입안의 의무
- III 법
- IV 가시의 제거
- V 신료의 수행
- VI 주권 국가의 근원
- VII 정책
- VIII 악덕과 재해
- IX 침입자의 작업
- X 전쟁
- XI 협동
- XII 강적
- XIII 성을 점령할 전략적 수단
- XIV 비밀 수단
- XV 조약의 계획

## 같이 보기
- 아자타샤트루
- 아르타크세르크세스 1세